# Colegio de Periodistas de Chile
El Colegio de Periodistas de Chile es una entidad gremial fundada el 11 de julio de 1956, nacida por la Ley de la República núm. 12 045, la cual agrupa a quienes tengan la calidad de periodistas de acuerdo a la legislación vigente, creada en interés de la comunidad nacional.

## Historia
El periodismo chileno vio la luz oficialmente el 12 de febrero de 1812, fecha registrada en la primera edición del Aurora de Chile. Este semanario fue fundado, editado y, en sus inicios, redactado íntegramente por el presbítero fray Camilo Henríquez. La publicación existió hasta el 1 de abril de 1813, siendo financiada por el Estado y por la venta de sus ejemplares. Para graficar la importancia de la labor periodística, la Junta de Gobierno de entonces, por medio de un decreto, designó a Henríquez como responsable del semanario por lo siguiente: "...se elija un redactor que adorno de principios políticos, de religión, talento y demás virtudes naturales y civiles, disponga la ilustración popular de un modo seguro, transmitiendo con el mayor escrúpulo la verdad que sola decide la suerte y crédito de los gobiernos...".
El 11 de julio de 1956 nació el Colegio de Periodistas de Chile con la promulgación de la Ley de la República núm. 12 045, tres años después que se produce la apertura de la primera Escuela de Periodismo de la Universidad de Chile. La ley, promulgada bajo del gobierno de Carlos Ibáñez del Campo, permitió que aquellos que se dedicaban al periodismo tuvieran una escala de sueldos, otro de los puntos importantes que formaba parte de la lucha que los periodistas de ese entonces mantenían. La escala de sueldos vino a entregar un mayor bienestar a las personas que hasta entonces no contaban con este beneficio y que ahora tenían una auténtica legitimación a través del recién creado gremio, además de un respaldo. También en 1956, fue inaugurado el Teatro Camilo Henríquez en el mismo edificio institucional, en una alianza con el Teatro Ensayo de la Pontificia Universidad Católica de Chile.
Un retroceso, al igual que el vivido por todos los colegios profesionales, se produce durante la dictadura militar de Augusto Pinochet. El despojo temporal del carácter universitario de la carrera coincidió con la ofensiva de la dictadura militar de transformar a los colegios profesionales en asociaciones gremiales. En el caso del Colegio de Periodistas, esto significó quitar las facultades de ejercer la tuición ética sobre la labor de sus afiliados y de reservar el campo profesional para los colegiados que, a su vez, debían tener el título universitario en el caso de las nuevas generaciones.
El Colegio de Periodistas tuvo un rol protagónico durante la dictadura. Las violaciones a los derechos humanos, especialmente en el ámbito de la censura a los medios de prensa, conllevó una serie de acciones de este mundo profesional. En este período, el periodismo chileno perdió a varios profesionales perseguidos por las políticas anticomunistas del gobierno. El período de dictadura que dejó dolorosas huellas y traumas entre los periodistas que se recuerdan en un Memorial inaugurado en el edificio del Círculo de Periodistas que honra a una treintena de profesionales asesinados entre 1973 y 1990.
En la elección efectuada en diciembre de 2020 asume la directiva que encabeza el periodista Danilo Ahumada.

## Presidentes
Los presidentes del Colegio de Periodistas de Chile han sido:
- Juan Emilio Pacull Torchia (1959-1960)
- René Silva Espejo (1961-1963)
- Enrique Swett Claro (1964-1965)
- Emilio Filippi Muratto (1967-1968)
- Juan Campbell Montecinos (1969)
- Carlos Sepúlveda Vergara (1969-1970)
- Alfredo Olivares Román (1970-1971)
- Ernesto Tricot Ponce de León (1971)
- Carlos Sepúlveda Vergara (1971-1975)
- Fernando Díaz Palma (1975-1980)
- Lisandro Cánepa Guzmán (1980-1981)
- José Tomás Reveco Valenzuela (1982-1984)
- Ignacio González Camus (1984-1987)
- Jaime Moreno Laval (1988-1989)
- Jorge Andrés Richards Rojas (1990)
- Senén Conejeros Ampuero (1990-1994)
- Paulino Ramírez Quintana (1994)
- Senén Conejeros Ampuero (1994-1997)
- Guillermo Hormázabal Salgado (1997-1998)
- Jorge Donoso Pacheco (1998-2000)
- Enrique Ramírez Capello (2000-2002)
- Guillermo Torres Gaona (2002-2004)
- Alejandro Guillier Álvarez (2004-2006)
- Luis Conejeros Saavedra (2006-2008)
- Abraham Santibáñez Martínez (2008-2010)
- Marcelo Castillo Sibilla (2010-2014)
- Javiera Olivares (2014-2017)
- Luis Schwaner Ugarte (2017)
- Margarita Pastene Valladares (2017-2020)
- Nathalie Castillo Rojas (2020)
- Danilo Ahumada Flores (2020-2023)
- Rocío Alorda Zelada (2023-)

## Presente
La orden es regida por una directiva o Consejo Nacional que se elige cada dos años. El Consejo Nacional del período 2021-2022 es el siguiente:
| Cargo              | Nombre            |
| ------------------ | ----------------- |
| Presidente         | Danilo Ahumada    |
| 1° Vicepresidente  | Rocío Alorda      |
| 2° Vicepresidenta  | Patricia Gálvez   |
| Secretaria General | Alex Araya        |
| Tesorero           | Luz Gabriela Vega |
| Prosecretario      | Nathalie Castillo |
| Protesorero        | Valeska Quinteros |

## Sede nacional
La sede del Consejo Nacional está en calle Amunátegui 31, en Santiago de Chile.

## Objetivos
De acuerdo al Artículo 2 de su estatuto, el Colegio de Periodistas de Chile "tendrá por propósito la promoción de la comunicación y defensa de la plena libertad de expresión, de prensa y de información, en el marco del respeto integral de los derechos humanos contemplados en la Declaración Universal de los mismos. Igualmente, le corresponderá promover la racionalización, desarrollo y protección de la profesión de periodista y velar por su regular y correcto ejercicio, en defensa de su dignidad".